# Гіппархія
Гіппархія Маронейська (дав.-гр. Ἱππαρχία, бл. 350 до н. е. — бл. 280 до н. е. до н. е.) — давньогрецька філософиня школи кініків, відома своєю непокорою загальноприйнятим суспільним нормам та непохитною відданістю принципам кінізму (цинізму). Послідовників називали «циніками» від грецького слова «собака» (kynos), оскільки вважалося, що вони живуть як собаки. Вона народилася в Маронеї, місті у Фракії, і є однією з небагатьох відомих жінок Стародавньої Греції, які брали активну участь у філософському дискурсі, кидаючи виклик традиційним очікуванням, що накладалися на жінок у її час.

## Кохання Гіппархії
Філософська подорож Гіппархії розпочалася, коли вона познайомилася з вченням Кратеса з Фів, провідного діяча руху циніків. Захоплена його радикальним неприйняттям багатства, статусу та матеріального комфорту, вона відчула глибоке захоплення його способом життя. Всупереч панівним суспільним очікуванням, які диктували їй, що вона повинна вийти заміж за багатого і знатного чоловіка, Гіппархія рішуче обрала життя аскета і філософських пошуків. Вона наполягла на одруженні з Кратесом, незважаючи на сильний опір своєї родини.

### Історія зустрічі
Невідомо, як Гіппархія вперше почула промову Кратеса, адже жінкам не дозволялося відвідувати філософські лекції, навіть ті, що вільно читалися на агорі. Цілком ймовірно, що вона вперше зустріла його, коли він прийшов до неї додому, щоб допомогти Метроклу з його проблемою, або дещо пізніше.

Намагаючись відмовити її, Кратес, як повідомляється, продемонстрував свою крайню бідність, позбавивши себе матеріальних цінностей, щоб проілюструвати труднощі обраного ним способу життя, сказавши: 
«Дивись, це наречений, це його багатство, а ти вибираєш ці речі. Ти не будеш моєю партнеркою, якщо не розділиш ці практики».
Дівчина зробила вибір і одного разу вдягла ту саму сукню, в якій подорожувала зі своїм чоловіком, і з'явилася на людях, і пішла з ним на обіди. Однак Гіппархія залишилася непохитною, повністю прийнявши філософію кініків (пізн.циніків) разом з ним. Вона не лише перейняла суворий і нетрадиційний спосіб життя кініків, а й брала активну участь у публічних філософських дебатах, що було практично нечувано для жінок у Стародавній Греції.

## Стиль життя Гіппархії
Гіппархія не підкорялася соціальним конвенціям не лише у шлюбі. Вона відкрито брала участь у філософських дискусіях, часто протистояла чоловікам-філософам на публічних форумах, що вважалося скандальним для жінки її часу.
Вона відкидала традиційні жіночі ролі, натомість вирішила жити згідно з принципами цинізму, які наголошували на самодостатності, доброчесності та зневазі до поверхневих суспільних звичаїв. 
Гіппархія приєдналася до Кратеса на громадських обідах, шокуючи грецьких чоловіків, які очікували, що на таких зібраннях з'являються лише повії.
Вона також «збила з пантелику» одного зі своїх критиків, Теодора, пропонуючи аргументи у філософському стилі: «Якщо для Теодора не є неправильним певний вчинок, то і для Гіппархії він не є неправильним. Далі, якщо Теодор дає собі ляпаса, він не робить нічого поганого, отже, якщо Гіппархія дає ляпаса Теодору, вона також не робить нічого поганого». Логіка другого твердження, хоч і сумнівна, поставила Теодора в глухий кут. Не знаючи, що робити, він спробував збентежити Гіппархію, грубо смикнувши її за плащ.

## Вплив постаті
Хоча до нас дійшло дуже мало її праць, Гіппархія залишається важливою постаттю в історії філософії. Її життя і вибір кинули виклик глибоко вкоріненим гендерним нормам давньогрецького суспільства, що зробило її однією з перших відомих жінок-філософів, які брали активну участь в інтелектуальній традиції, де домінували чоловіки. Її спадщина залишилася як свідчення сили особистого переконання та радикального характеру філософії кініків.